# Младен Маринов
Младен Найденов Маринов български офицер от МВР и юрист. Министър на вътрешните работи на България от 20 септември 2018 до 24 юли 2020 г., народен представител.

## Биография
Маринов е роден на 21 ноември 1971 г. в Тетевен. Завършва Висшия институт за подготовка на офицери и научноизследователска дейност (ВИПОНД, днес Академия на МВР) на МВР през 1997 г. Дипломира се по специалност „Право“ в Югозападния университет „Неофит Рилски“ (ЮЗУ) в Благоевград през 2005 г. Получава магистърска степен от Академията на МВР (2005) и Военна академия „Георги Раковски“ (2014).
На работа в МВР е от 1991 г. През 1997 г. е назначен на офицерска длъжност в отдел „Охранителна полиция“ на Столичната дирекция на вътрешните работи (СДВР). От юни 2013 г. заема длъжността заместник-директор на СДВР, а година по-късно става неин директор.
С указ на президента на Република България Румен Радев от 9 май 2017 г. е назначен за главен секретар на Министерството на вътрешните работи. На 20 септември 2018 г. е избран за министър на вътрешните работи от XLIV народно събрание и е такъв до 24 юли 2020 г., когато е принуден да подаде оставка. След това е избиран за народен представител.

## Критики и скандали
По времето му като министър на вътрешните работи, на 11 юли 2020 г., зад колоните на Министерски съвет в София е извършено брутално полицейско насилие над протестиращи граждани, определено от Народното събрания като позорящ акт на нечовешко и унизително третиране. Докато са закопчани с белезници, те са хвърлени на земята, ритани и бити с палки от група полицаи, жени са снимани разголени и унижавани.
Започват протести с искане за оставката му както заради това полицейско насилие, така и заради полицейските действия в Росенец и разследването на Антикорупционния фонд, станало известно като „Осемте джуджета“. Оставката му е поискана и от премиера Бойко Борисов и той я подава. Година по-късно заявява, че поел отговорността за случая „Росенец“ и заради създаденото напрежение подал оставка, но не виждал грешки в действията на полицията, и се кандидатира за депутат от ГЕРБ.
На 17 август 2021 г., дни след като стават обществено достояние кадрите от камера на Националната служба за охрана, укривани в продължение на повече от година, XLVI народно събрание приема декларация, с която осъжда деянието и се извинява на всички участници в протестите, жертва на полицейско насилие.